# 汪洞乡
汪洞乡，是中华人民共和国广西壮族自治区柳州市融水苗族自治县下辖的一个乡镇级行政单位。

## 行政区划
汪洞乡下辖以下地区：
腾合村、廖合村、八洞村、罗洞村、池洞村、产儒村、新合村、平时村和结合村。